# Joué-Étiau
Joué-Étiau è un comune francese soppresso e frazione del dipartimento del Maine e Loira nella regione dei Paesi della Loira.
Comune autonomo fino al 31 dicembre 1973, è stato poi unito a Gonnord per formare il nuovo comune di Valanjou.